# Banditen-Galopp
Banditen-Galopp ist eine Schnellpolka von Johann Strauss Sohn (op. 378). Das Werk wurde am 18. März 1877 in Baden-Baden erstmals aufgeführt.

## Einzelnachweis
1. ↑  Quelle: Englische Version des Booklets (Seite 31) in der 52 CDs umfassenden Gesamtausgabe der Orchesterwerke von Johann Strauß (Sohn), Hrsg. Naxos (Label). Das Werk ist als elfter Titel auf der 8. CD zu hören.